# Gromada galaktyk 1E0657-558

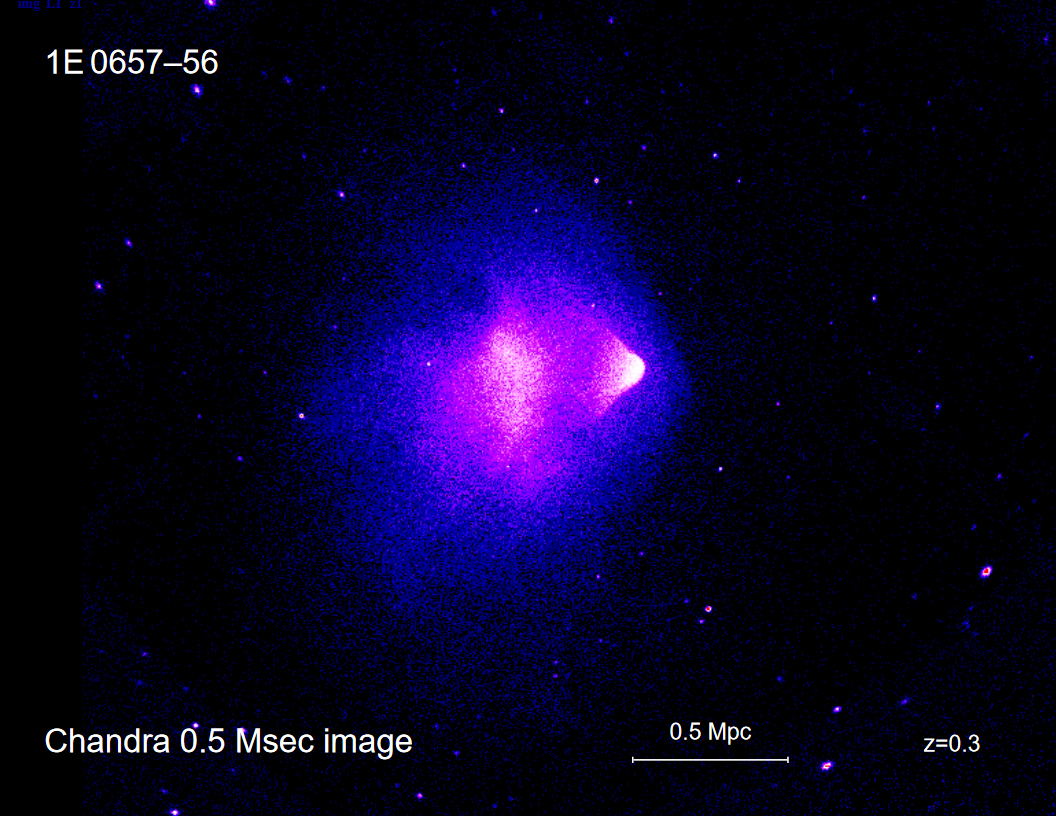
Gromada galaktyk 1E0657-56 na zdjęciu z Teleskopu kosmicznego Chandra

Gromada galaktyk 1E0657-558 (Gromada Pocisk) – gromada galaktyk położona w gwiazdozbiorze Kila. Jej przesunięcie ku czerwieni wynosi z = 0,296, co odpowiada odległości od Ziemi wynoszącej ok. 3,5 miliarda lat świetlnych. Gromada powstała w wyniku kolizji dwóch gromad galaktyk, zderzających się ze sobą z prędkością 4700 km/s.
Gromada ta jest jedną z najgorętszych i najjaśniejszych w zakresie promieniowania rentgenowskiego spośród znanych gromad galaktyk. Temperatura gazu międzygwiazdowego wewnątrz gromady wynosi ok. 200 milionów K, co odpowiada promieniowaniu rentgenowskiemu (kolor czerwony na zdjęciu), poza nim gromada składa się z gwiazd skupionych w galaktykach.
Obserwacje tej gromady dają najlepszy znany do tej pory dowód na istnienie ciemnej materii we Wszechświecie, choć istnieją także alternatywne wyjaśnienia opierające się na barionowej ciemnej materii.
Zderzenie dwóch gromad galaktyk spowodowało powstanie gigantycznej fali uderzeniowej, która w wyniku ciśnienia gazu utworzyła stożek (po prawej), przybierający kształt pocisku, stąd angielska nazwa całej gromady – Gromada Pocisk (ang. Bullet cluster). Centra emisyjne dwóch gromad minęły się ok. 100 milionów lat przed momentem emisji obserwowanego obecnie promieniowania. Ciemna materia, jako że oddziałuje z materią widzialną tylko grawitacyjnie, unikając tarcia i działań aerodynamiki w gazie, oddala się szybciej (na zdjęciu kolor niebieski). Ciemna materia została wykryta pośrednio - poprzez porównanie rozkładu przestrzennego wielkości soczewkowania grawitacyjnego z rozkładem zwyczajnej materii, utożsamionej ze źródłami promieniowania rentgenowskiego.